# 国際連合安全保障理事会決議598
国連安全保障理事会決議598（こくさいれんごうあんぜんほしょうりじかいけつぎ598、英: United Nations Security Council Resolution 598,UNSCR598）は、1987年7月20日に全会一致で採択された決議である。
国際連合安全保障理事会決議582および国際連合安全保障理事会決議588を踏まえて、イランとイラクにイラン・イラク戦争の即時停戦を求め、戦争で虜囚となった人たちの帰国、双方の軍の自国への撤退についても要求した。
またこの決議は、紛争終了のための和解がなった後、停戦を監視するためのオブザーバーのチームを派遣するよう事務総長に要請している。
決議は翌年の8月8日に発効し、両国はすべてのイラン・イラク戦争に関する戦闘行動を終結させた。イラン・イスラム共和国の元首である初代最高指導者のルーホッラー・ホメイニーは、自身が領有を主張していた地域での停戦について 「殉教をした人々は幸せである。私がまだ生き残っているのは不幸である。 …この決定を下すことは、毒杯の水を飲むよりも致命的だ。私はアッラーの意志に服従し、彼の満足のためにこの水を飲んたのだ」と発言した。イランがイラクとの停戦に署名したことを発表した1988年7月20日当日のことである。

## 598号決議の承認後
その後も、戦闘は継続したが、イランとイラクの両方が決議を受け入れたのは、1988年8月8日となった。
双方は最終的に数週間以内に自国内に撤退し、すべての戦闘作戦を終了した。1988年8月9日に採択された決議619により国際連合イラン・イラク軍事監視団（UNIIMOG）としてミッションに所属する国連平和維持活動部隊が設置され、1991年までイランとイラクの国境付近に留まった。